# マルコ・モッタ
マルコ・モッタ（Marco Motta, 1986年3月14日 - ）は、イタリア・ロンバルディア州メラーテ出身のサッカー選手。オモニア・ニコシア所属。ポジションはDF（右サイドバック）。

## 経歴
出身地と同じロンバルディア州に本拠地を置くアタランタBCのユースチームに入団し、その後トップチームデビュー。
2005年よりアタランタとウディネーゼ・カルチョの共同保有となり、2007年に完全移籍した。その後、8月3日にトリノFCへレンタル移籍し、2009年1月2日には故障などによるDF不足に苦しむASローマにレンタル移籍した。2月24日のアーセナルFC戦でUEFAチャンピオンズリーグ初出場を果たす。7月1日、移籍金350万ユーロ・3年契約の共同保有で移籍した。しかし、2009-10シーズンはマルコ・カッセッティの控えに甘んじ、シーズン終了後にウディネーゼに復帰した。
2010年7月5日にレンタルでユヴェントスFCに移籍。右サイドバックのポジションを獲得し22試合に出場したが、後半戦はフレデリク・ソーレンセンの台頭もあって出場機会が減少した。2011年6月22日、移籍金375万ユーロでユヴェントスに完全移籍した。
しかしアントニオ・コンテ監督就任後は、ステファン・リヒトシュタイナーとの競争に敗れ構想外になった。
2012年1月30日、カルチョ・カターニアに半年のレンタル移籍。7月19日には、ボローニャFCに1年間のレンタル移籍が決まった。2014年1月23日にはジェノアCFCへ半年のレンタル移籍が決まった。
2015年2月2日、ユヴェントスとの契約を解除。2月26日、ワトフォードFCに加入した。
2016年2月12日、チャールトン・アスレティックFCとシーズン終了までの契約を交わした。
2017年1月31日、UDアルメリアに2019年までの契約で加入した。
2018-19シーズンより、キプロス・ファーストディビジョンのオモニア・ニコシアと2年契約を締結した。

## 代表歴
2005年にイタリアU-21代表に選出され、30試合以上に出場しキャプテンも務めた。2008年、北京オリンピックに出場し、グループリーグでは韓国戦の1試合に出場した。決勝トーナメント1回戦のベルギー戦には先発出場したが、2-3で負けていた81分にGKアンドレア・コンシーリと交代した。2009年3月22日にはローマでの活躍が認められフル代表に初招集されるも、出場機会はなかった。
2010年8月10日、チェーザレ・プランデッリ新監督の初戦となるコートジボワール戦に出場し、フル代表デビューを果たす。

## エピソード
- ウディネーゼに加入して数ヶ月の時、イタリアの名DFだったパオロ・マルディーニの父でACミランでスカウトを務めるチェーザレ・マルディーニに「パオロの系譜を継ぐ者」と高く評価され、「パオロ・マルディーニは自分のアイドルだから、とても嬉しい」と語った[5]。
- 2009-10シーズンのセリエA第6節カターニャ戦ではファールすれすれの激しいプレーを行い、試合終了直後には相手FW森本貴幸が激高し髪を鷲掴みにするなど、乱闘寸前になった[6]。

## タイトル

### クラブ
ユヴェントス
- スーペルコッパ・イタリアーナ : 2013

### 代表
イタリア U-21
- トゥーロン国際大会 : 2008

### 個人
- UEFA U-21欧州選手権ベストイレブン : 2009